# The Hour of Fate
The Hour of Fate è un cortometraggio del 1911. Il nome del regista non viene riportato.

## Produzione
Il film fu prodotto dalla Reliance Film Company.

## Distribuzione
Il film, un cortometraggio in una bobina - uscì nelle sale degli Stati Uniti l'11 gennaio 1911, distribuito dalla Motion Picture Distributors and Sales Company.